# 질투
질투(嫉妬, 영어: Jealousy) 또는 시기(猜忌)란 다른 사람이 잘 되거나 좋은 상황에 있을 때 미워하는 것이다.
잃게 될 것, 또는 개인이 가치 있게 생각하는 것(특히 인간 관계의 영역)을 잃게 될 것이라는 우려나 두려움, 불안으로부터 생긴다. 타인이 자신에게는 없는 것을 가질 때 자기긍정감 저하 같은 감정적 고통을 동반한다. 애정관계에서 질투는 사랑하는 사람이 자기 아닌 타인에게 애정을 준다고 화가 난다고 한다.

## 선망과의 비교
질투(嫉妬, Jealousy)와 선망(羨望, Envy)은 일반적으로는 같은 의미를 가지고 사용되고 있으나, 심리학적으로는 2개의 개별적인 감정으로 분류된다.
질투는 주로 현실, 상상에 지나지 않고, 자신 이외의 누군가와의 관계에서 나타난다. 선망은 자신 이외의 누군가가 가진 바람직하고 좋은 것을 자신의 것으로 하고 그것을 즐기는 것에 대한 분노 감정이며, 양자관계에 기초를 둔다. 그에 대해, 삼자관계에서 자신이 사랑하는 대상이 다른 존재에게 마음을 두는 것을 두려워 하며, 그 존재를 미워하는 감정이다. 질투 속에 선망이 포함되는 경우도 있다. 선망의 심화형이자 동시에 대립되는 정서로는 감사를 들 수 있다.
한편, 질투가 타인에 대한 열등감에서 비롯된 것이라는 해석 또한 존재한다. 이 관점에서, 대부분의 사람들은 상대방 혹은 자신에게 질투라는 감정을 숨기게 되며, 대신 이를 불공평함(不公平―, Unfairness) 또는 정당함을 목표로 하는 정의로운 분노라고 착각하게 된다.

## 같이 보기
- 부정망상
- 감정
- 선망
- 삼각관계

## 참고 자료
- 필립 체스터필드 (2006). 〈시기〉. 《체스터필드, 최고의 인생》. 스마트비즈니스.